# Бархатова, Валентина Сергеевна
Валентина Сергеевна Бархатова (1924 — 9 мая 1944) — советский танкист, участница Великой Отечественной войны. В годы войны — механик-водитель, пулемётчик-радист танков Т-34 и «Валентайн» 101-й танковой бригады, старший сержант.

## Биография
Родилась в 1924 году на станции Мальта Иркутской губернии (ныне Усольский район Иркутской области). В начале 1930-х годов семья Бархатовых переехала в Омскую область — в село Новоуральское. После смерти отца, стала помощницей матери по дому. Окончила среднюю школу в селе Иртыш (ныне Черлакского района). В школе вступила в комсомол, была пионервожатой. В 1937 году за отличную учёбу и примерную дисциплину была отмечена поездкой в Крым, в пионерский лагерь «Артек».
Мечтала поступить в Московский авиационный институт и стать лётчиком, но начавшаяся война изменила эти планы. Поскольку большинство мужчин-механизаторов ушло на фронт, в числе других девушек, оставшихся в тылу, Валя поступила на курсы трактористов. После окончания курсов была направлена механизатором в Ново-Уральский совхоз.
Прошу послать меня на фронт. Я хочу вместе со своими братьями Михаилом и Константином, вместе со всем народом защищать нашу Родину от фашистских захватчиков. Я метко стреляю, бросаю гранаты на большие расстояния, могу оказать первую помощь раненым, сдала нормы ПВХО, ГСО, ГТО. Готова свои знания, силы и, если потребуется, жизнь отдать за Родину.
В конце ноября 1941 года Пленум РК ВЛКСМ избрал Валентину Бархатову секретарём райкома. По её инициативе были организованы краткосрочные курсы трактористов для девушек.
Старшие братья Михаил и Константин уже были на фронте. Неоднократно писала заявления с просьбой призвать на военную службу и отправить в действующую армию. Лишь летом 1942 года её просьба была удовлетворена Молотовским РВК Омской области. Окончив ускоренные курсы по специальности механика-водителя танка, направлена на фронт. В селе Иртыш у неё остались мать Феодосия Трифоновна, работавшая почтальоном, и младший брат Павлик, которым она регулярно писала письма.
Боевое крещение В. С. Бархатова получила на подступах к Сталинграду. За два уничтоженных танка, несколько уничтоженных орудий, дзотов и орудий награждена медалью «За отвагу». Была тяжело ранена в ногу. После излечения в госпитале ей пришлось овладевать новой специальностью — стрелка-радиста танка.
В ноябре 1943 года за бои за Турецкий вал (Перекопский вал) радист роты управления 101-й танковой бригады В. С. Бархатова была награждена орденом Красной Звезды. В декабре 1943 года удостоена ордена Славы III степени. Воевала на танках Т-34 и «Валентайн». В апреле-мае 1944 года участвовала в Крымской наступательной операции по освобождению Крыма и Севастополя.
Здравствуйте, дорогие мама и Павлик!
Пишу в танке. Над головой пролетают снаряды - это артиллерия наша бьет по фашистам. В воздухе полно авиации: штурмовики проносятся над землей, вьются «ястребки». Началась работа! ... Правда, противник огрызается, но мы Севастополь возьмём!..  Мама, прошу тебя, не беспокойся и не плачь. Это письмо придёт домой, когда все уже кончится.
Узнала, что «Артек» цел. Я работаю на том же танке. Видимо, завтра решит многое. Передавайте привет учителям, учащимся. Павлик, пиши чаще. Пишите - получили или нет фото.
А сейчас мы готовимся к наступлению.
Целую вас крепко.
7 мая вместе с другими армейскими частями 101-я танковая бригада 19-го танкового корпуса, в составе которого воевала радиотелеграфист танка командования роты управления старший сержант В. С. Бархатова, устремилась на штурм Севастополя.
В ночь с 8 на 9 мая 101-я танковая бригада была выдвинута на северо-западную окраину Балаклавы для атаки. Рано утром 9 мая в сумерках танки с десантом на борту выдвигались на исходные позиции для атаки, соблюдая светомаскировку. Тем не менее, передвижение советских танков было замечено противником, и колонна подверглась авианалёту. Одна из фугасных авиабомб попала точно под Т-34 командира бригады подполковника М. Ф. Хромченко. Взрыв разорвал командирский танк на части, вместе с Михаилом Хромченко в Т-34 погибли механик-водитель Василий Бубенчиков, заряжающий Николай Фёдоров и пулемётчица-радистка Валентина Бархатова.
Посмертно награждена орденом Отечественной войны II степени (24 мая 1944).

Из наградного листа:

В период боевых действий по освобождению Крыма, работая радистом на танке командира роты, проявила отвагу и мужество. Несколько раз ходила в атаку и отбивала контратаки противника под Севастополем… Подавила одну точку противника. Несмотря на трудные условия работы по рации точно и в срок передавала приказания и боевые приказы командира бригады боевым частям и подразделениям, чем способствовала успешному управлению боем.

В числе других погибших солдат и офицеров бригады, похоронена в Пионерском парке (ныне сквер Победы) города Симферополя.

## Награды и звания
Советские государственные награды:
- орден Отечественной войны II степени (24 мая 1944, посмертно[7])
- орден Красной Звезды (10 ноября 1943[6])
- орден Славы III степени (1943)
- медали, в том числе:
  - медаль «За отвагу» (1942)

## Семья, личная жизнь
Мать — Феодосия Трифоновна, работала в годы войны почтальоном в селе Иртыш Черлакского района Омской области. Двое старших братьев Михаил и Константин ушли на фронт. Вместе с матерью в селе остался младший брат Павел.
Была весёлой, общительной, «душой компании», окружена множеством друзей. В школе — активистка-комсомолка, организатор общественных мероприятий, пионервожатая, спортсменка. Дома — первая помощница маме. Сохранились её оптимистичные письма с фронта маме и младшему брату Павлику, оставшимся в селе Иртыш.

## Память

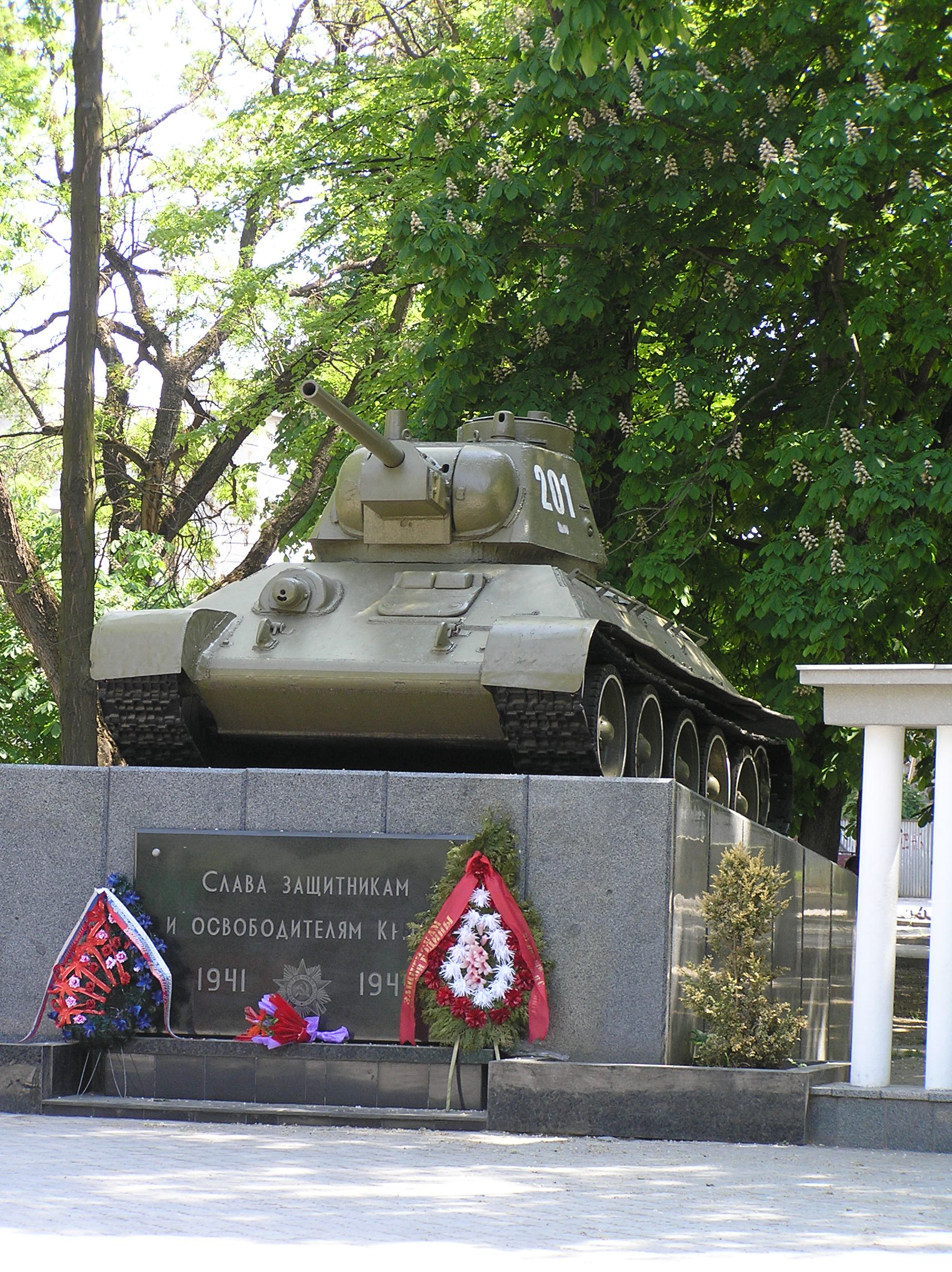
Танк-памятник освободителям Симферополя в сквере Победы

В числе других погибших солдат и офицеров бригады, похоронена в Пионерском парке (ныне сквер Победы) города Симферополя. В 1949 году останки были перенесены на воинское кладбище. Однако в 2003 году в связи со строительством Александро-Невского собора в сквере Победы были обнаружены останки советских воинов, которых, как выяснилось, не перенесли в 1949 году. Они были перезахоронены на территории собора.
В честь В. С. Бархатовой названы улицы в Первомайском районе Омска, в Симферополе, селе Широкое (с 1975 года) и в селе Иртыш Черлакского района Омской области, где она окончила школу и откуда ушла добровольцем на фронт.
Мемориальные доски установлены на одном из домов улицы В. Бархатовой в Омске и на Иртышской средней школе. В годы СССР её имя носила пионерская дружина школы № 106, расположенная на улице В. Бархатовой. По состоянию на 2013 год, в школе работают поисковой отряд «Юные патриоты России» и музей «Память» (руководитель — Л. Г. Сморщенко), в котором представлены фотографии и письма с фронта В. С. Бархатовой. Центральное место экспозиции занимает гипсовый бюст работы скульптора А. А. Цымбала.
Также сохранился небольшой дом с палисадником, где жила семья Бархатовых в селе Иртыш. Он стоит на улице её имени.